# Siân Berryová
Siân Berryová (* 9. července 1974 Cheltenham, Velká Británie) je britská politička, spisovatelka a politická aktivistka, členka Zelené strany Anglie a Walesu. V rámci své strany patří k levicověji zaměřeným členům.
Za svou stranu vícekrát kandidovala v místních a parlamentních volbách, v roce 2008 byla kandidátkou ve volbách londýnského starosty, ve kterých skončila čtvrtá se ziskem 3,15 % prvních preferenčních hlasů.

## Dílo
Je autorkou několika knih.